# Хоуэтт, Гарри
Гарри Роберт Чарльз Хоуэтт (англ. Garry Robert Charles Howatt; род. 26 сентября 1952, Гранд-Сентер) — бывший канадский хоккеист, игравший на позиции левого нападающего, двукратный обладатель Кубка Стэнли в составе «Нью-Йорк Айлендерс» (1980, 1981).

## Игровая карьера
На драфте НХЛ 1972 года был выбран в 10-м раунде под общим 144-м номером клубом «Нью-Йорк Айлендерс». После выбора на драфте он был переведён в фарм-клуб команды «Нью-Хэвен Найтхоукс», где отыграл целый сезон.
Сыграв в сезоне 1972/73 7 игр в НХЛ, следующие семь полных сезонов он играл за «Айлендерс», выиграв в составе этой команды в 1980 и 1981 годах два Кубка Стэнли подряд. Хоуэтт был рекордсменом «островитян» по количеству заработанных штрафных минут за карьеру в НХЛ (1466) и рекордсменом плей-офф по количеству штрафных минут за карьеру (279).
В октябре 1981 года был обменян в «Хартфорд Уэйлерс», в котором отыграл целый сезон, заработав лучшие в карьере 50 очков за сезон.
По окончании сезона отказался от продления долгосрочного контракта по личным причинам и был обменян в «Нью-Джерси Девилз». В составе «Девилз» Хоуэтт играл два неполных сезона, играя за фарм-клубы в низших лигах, в которые был отправлен, выиграв в 1984 году в составе «Мэн Маринез» Кубок Колдера. По окончании сезона 1983/84 завершил карьеру в возрасте 31 года.